# Glyphicnemis osakensis
Glyphicnemis osakensis är en stekelart som först beskrevs av Tohru Uchida 1930.  Glyphicnemis osakensis ingår i släktet Glyphicnemis och familjen brokparasitsteklar. Inga underarter finns listade i Catalogue of Life.